# Sabá
Sabá – gmina (municipio) w północnym Hondurasie, w departamencie Colón. W 2010 roku zamieszkana była przez ok. 26 tys. mieszkańców. Siedzibą administracyjną jest Sabá.

## Położenie
Gmina położona jest w zachodniej części departamentu. Graniczy z 4 gminami:
- Sonaguera od północy,
- Tocoa od wschodu,
- Gualaco od południa,
- Olanchito od zachodu.

## Demografia
Według danych honduraskiego Narodowego Instytutu Statystycznego na rok 2010 struktura wiekowa i płciowa ludności w gminie przedstawiała się następująco:
| Wiek      | 0–3   | 4–6   | 7–12  | 13–17 | 18–24 | 25–64 | 65+   | razem  |
| Sabá      | 2 827 | 2 017 | 3 940 | 3 171 | 3 997 | 9 040 | 1 029 | 26 021 |
| Mężczyźni | 1 173 | 893   | 1 635 | 1 426 | 1 680 | 3 556 | 450   | 10 813 |
| Kobiety   | 1 655 | 1 124 | 2 305 | 1 745 | 2 317 | 5 483 | 579   | 15 208 |